# Microzetidae
Microzetidae zijn  een familie van mijten. Bij de familie zijn 49 geslachten met circa 200 soorten ingedeeld.